# Stenhelia krishnensis
Stenhelia krishnensis is een eenoogkreeftjessoort uit de familie van de Miraciidae. De wetenschappelijke naam van de soort is voor het eerst geldig gepubliceerd in 1978 door Radhakrishna & Reddy.